# Aussurucq
Aussurucq is een gemeente in het Franse departement Pyrénées-Atlantiques (regio Nouvelle-Aquitaine) en telt 254 inwoners (1999). De plaats maakt deel uit van het arrondissement Oloron-Sainte-Marie.

## Geografie
De oppervlakte van Aussurucq bedraagt 45,7 km², de bevolkingsdichtheid is 5,6 inwoners per km².
De onderstaande kaart toont de ligging van Aussurucq met de belangrijkste infrastructuur en aangrenzende gemeenten.

## Demografie
Onderstaande figuur toont het verloop van het inwonertal (bron: INSEE-tellingen).